# Malta Grand Prix 1997
Der Malta Grand Prix 1997, auch als Rothmans Grand Prix 1997 bezeichnet, war ein Snooker-Turnier im Rahmen der Snooker Main Tour der Saison 1997/98. Das Einladungsturnier wurde vom 30. Oktober bis 2. November im Jerma Palace Hotel in Marsaskala ausgetragen. Es war die vierte Ausgabe des Turniers.
Erstmals bei diesem Turnier trat der Vorjahressieger zur Titelverteidigung an, Nigel Bond schied aber bereits in Runde 1 gegen John Higgins aus. Der Schotte kam zwar bis ins Finale, verpasste dort aber nach 1995 zum zweiten Mal den Turniersieg. Den Titel gewann diesmal Ken Doherty, der amtierende Weltmeister gewann mit 7:5.

## Finalrunde
Nach drei Ausgaben im einheitlichen Format wurde das Turnier gestutzt. Statt 12 gab es nur noch 8 Teilnehmer, statt 8 nur noch 5 ausländische Profis. Dafür stieg die Qualität, erstmals waren mit der Nummer 2, 3 und 4 der Weltrangliste absolute Topspieler in Malta. Nigel Bond, im Vorjahr noch der Topspieler, war in diesem Jahr nur noch der fünftbeste Teilnehmer. Dazu kamen noch 3 maltesische Spieler, die alle schon bei den bisherigen Ausgaben dabei gewesen waren. Die 8 Spieler spielten im Ausscheidungsmodus um den Turniersieg, dabei begannen sie wie in den Jahren zuvor im Modus Best-of-9, im Halbfinale galt Best of 11 und Sieger wurde, wer im Finale zuerst 7 Frames holte (Best of 13).
| Viertelfinale (Best of 9) | Viertelfinale (Best of 9) | Viertelfinale (Best of 9) |   |               | Halbfinale (Best of 11) | Halbfinale (Best of 11) | Halbfinale (Best of 11) |  |  | Finale (Best of 13) | Finale (Best of 13) | Finale (Best of 13) |
|                           |                           |                           |   |               |                         |                         |                         |  |  |                     |                     |                     |
| 1                         | Tony Drago                | 5                         |   |               |                         |                         |                         |  |  |                     |                     |                     |
| 6                         | Alain Robidoux            | 1                         |   |               |                         |                         |                         |  |  |                     |                     |                     |
| 6                         | Alain Robidoux            | 1                         | 1 | Tony Drago    | 2                       |                         |                         |  |  |                     |                     |                     |
|                           |                           |                           | 1 | Tony Drago    | 2                       |                         |                         |  |  |                     |                     |                     |
|                           | 3                         | Ken Doherty               | 6 |               |                         |                         |                         |  |  |                     |                     |                     |
| 3                         | 3                         | Ken Doherty               | 6 | Ken Doherty   | 5                       |                         |                         |  |  |                     |                     |                     |
| 3                         |                           |                           |   | Ken Doherty   | 5                       |                         |                         |  |  |                     |                     |                     |
| A                         | Joe Grech                 | 4                         |   |               |                         |                         |                         |  |  |                     |                     |                     |
| A                         | Joe Grech                 | 4                         | 3 | Ken Doherty   | 7                       |                         |                         |  |  |                     |                     |                     |
|                           |                           |                           |   | Ken Doherty   | 7                       |                         |                         |  |  |                     |                     |                     |
|                           | 2                         | John Higgins              | 5 |               |                         |                         |                         |  |  |                     |                     |                     |
| 4                         | 2                         | John Higgins              | 5 | Mark Williams | 3                       |                         |                         |  |  |                     |                     |                     |
| 4                         |                           |                           |   | Mark Williams | 3                       |                         |                         |  |  |                     |                     |                     |
| A                         | Alex Borg                 | 5                         |   |               |                         |                         |                         |  |  |                     |                     |                     |
| A                         | Alex Borg                 | 5                         | A | Alex Borg     | 4                       |                         |                         |  |  |                     |                     |                     |
|                           |                           |                           | A | Alex Borg     | 4                       |                         |                         |  |  |                     |                     |                     |
|                           | 2                         | John Higgins              | 6 |               |                         |                         |                         |  |  |                     |                     |                     |
| 2                         | 2                         | John Higgins              | 6 | John Higgins  | 5                       |                         |                         |  |  |                     |                     |                     |
| 2                         |                           |                           |   | John Higgins  | 5                       |                         |                         |  |  |                     |                     |                     |
| 5                         | Nigel Bond                | 4                         |   |               |                         |                         |                         |  |  |                     |                     |                     |

A = Amateurspieler

## Finale
Mit John Higgins und Ken Doherty schafften es auch die von der Weltrangliste her besten Spieler des Turniers ins Finale. Doherty war zudem wenige Monate zuvor Weltmeister geworden. Higgins hatte in diesem Jahr in Malta die European Open gewonnen. Im direkten Vergleich lag der Schotte vorne und hatte unter anderem ihr bis dahin einziges Aufeinandertreffen im Finale bei den German Open 1995 gewonnen. Ihre letzte Begegnung bei der WM war aber an den Iren gegangen.
Trotzdem sah es zunächst so aus, als würde der Weltranglistenzweite die Partie bestimmen. Mit zwei 60er Breaks ging Higgins 2:0 in Führung und konnte im weiteren Verlauf sogar auf 4:1 davonziehen. Doch dann kam Doherty in Fahrt, seine Breaks wurden höher und er holte drei Frames in Folge und schaffte damit den Ausgleich. Im 9. Frame verpasste er es aber, mit einem 55-Punkte-Break den Punktgewinn zu sichern und der knappste Finalframe ging mit 59 Punkten doch noch an Higgins. Doch Doherty punktete weiter hoch, glich wieder aus, ging in Führung und krönte seinen 7:5-Sieg mit einem Century-Break, dem einzigen im gesamten Turnier. Am Ende hatte er in 7 Frames hintereinander Breaks von mindestens 50 Punkten erzielt.
| Finale: Best of 13 Frames Jerma Palace Hotel, Marsaskala, Malta, 2. November 1997                                                                |                |              |
| Ken Doherty | 7:5            | John Higgins |
| 42:69 (61), 1:115 (68), 68:0 (68), 51:60, 30:81, 72:4, 88:25 (88), 74:53 (73), 55:59 (55 Doherty, 51 Higgins), 68:0 (50), 95:8 (80), 115:0 (115) |                |              |
| 115 | Höchstes Break | 68           |
| 1 | Century-Breaks | –            |
| 7 | 50+-Breaks     | 3            |

## Century-Breaks
Während in den Vorjahren immer mehrere Breaks von 100 oder mehr Punkten erzielt wurden, gab es diesmal nur ein einziges Century-Break. Ken Doherty schloss mit einem 115-Punkte-Break das Turnier ab und vollendete damit seinen Sieg.